# Zlatoust
Zlatoust in russo Златоуст? è una città industriale della Russia europea orientale, nell'oblast' di Čeljabinsk, situata nei monti Urali sul fiume Aj a circa 120 km di distanza in direzione ovest dal capoluogo Čeljabinsk. A est della città si trova la linea di confine tra Europa e Asia.
Fondata nel 1754, prende il nome da Ioann Zlatoust (in russo Иоанн Златоуст?, letteralmente Giovanni Bocca d'oro), versione russificata di Giovanni Crisostomo.
A nord della città si trova il Parco nazionale di Taganaj.